# WTA Challenger Belgrad
Das WTA Challenger Belgrad  (offiziell: Belgrade Ladies Open) ist ein Tennisturnier der WTA Challenger Series, das in der serbischen Stadt Belgrad ausgetragen wird.

## Siegerliste

### Einzel
| Jahr | Siegerin                  | Finalgegnerin | Ergebnis |
| ---- | ------------------------- | ------------- | -------- |
| 2021 | Anna Karolína Schmiedlová | Arantxa Rus   | 6:3, 6:3 |

### Doppel
| Jahr | Siegerinnen                      | Finalgegnerinnen                 | Ergebnis |
| ---- | -------------------------------- | -------------------------------- | -------- |
| 2021 | Wolha Hawarzowa Lidsija Marosawa | Alena Fomina Jekaterina Jaschina | 6:2, 6:2 |